# Razglednica
Razglednica –e (ž) je kartonček s sliko na eni strani za krajša sporočila po pošti.  Razglednice opremimo s poštno znamko. Zbirateljstvo razglednic se imenuje deltiologija ali kartofilija.
.
V poštnem prometu poleg razglednice poznamo tudi druge kartice, kot so voščilnice, ki jih pošljemo ob rojstnih dnevih in praznikih ter dopisnice, nakup katere že vključuje poštnino, zato ne potrebuje znamke.

## Dimenzije
V Sloveniji so standardne ležeče razglednice dimenzije 15 cm x 10 cm, pokončne razglednice 10 cm x 15 cm oziroma je za razglednico standardni A6 format. Od 1873 l. do 1925 l. je bil mednarodni standardni format 14 cm x 9 cm. 

## Zgodovina razglednice
Sporočila na karticah so pošiljali od ustanovitve pošte. Najstarejša znana slikovna razglednica je bila poslana leta 1840 v Londonu, nanjo pa je bila nalepljena znamka imenovana "penny black stamp" (črne znamke za peni, op.p.), katere so izšle istega leta, kot prve znamke na svetu. Razglednica je bila ročno poslikana, slika pa je prikazovala delo poštnih uslužbencev. Naslovljena pa je bila na pisatelja Teodora Hooka. 
Prve razglednice ustvarjene za množično prodajo je patentiral John P. Charlton  iz Filadelfije. Kasneje je svojo pravico prodal H.L Lipman-u, ki je izdajal razglednice brez slik. Razglednice brez slik in že z vključeno poštnino je v Veliki Britaniji izdala državna pošta, v Sloveniji pa so se pojavile leta 1873 pod imenom dopisnica. 
Leta 1870 so se v Franciji pojavile prve razglednice z fotografijami, ki so prikazovale orožje uporabljeno v francosko – ruski vojni. Razglednice s fotografijami so leto kasneje začeli uporabljati tudi na Dunaju. 

Velika Britanija je leta 1872 začela uporabljati razglednice, kot sredstvo oglaševanja. Sledila ji je Nemčija. Na razglednicah so se začele pojavljati fotografije nemških avtomobilov in raznih priljubljenih turističnih točk. V Nemčiji je bilo leta 1873 poslanih več razglednic, ki so imele v zgornji tretjini sliko, spodnji del pa je bil namenjen besedilu. Iz Nemčije so znane predvsem razglednice J.H. Locherja, Zrennerja iz Münchna ter H. Langeja in L. Parisiusa iz Göttingena.

## Razglednice na Slovenskem
Proti koncu 19. stoletja so se na slovenskih tleh pojavile poštne razglednice. Razvoj razglednic je bil neposredno povezan z razvojem fotografije, tiskarskih tehnik in poštnih storitev. 
Prva slovenska razglednica naj bi nastala v 80. letih 19. stoletja. Prvotno so jih poimenovali “listnice”. Ime se ni dolgo obdržalo in je bilo kmalu zamenjano z “dopisnica. Danes se razglednica ločuje od dopisnice po slikovni podobi na sprednji strani. 
Leta 1891 so bile poslane barvne razglednice iz prve večje serije. Natisnili so jih na Dunaju. 
Z naraščanjem števila raznolikih razglednic, so se pojavili prvi zbiratelji.  
V Sloveniji je deltiologija dosegla vrh  konec 19. stoletja, ponovno je postala priljubljena v osemdesetih in devedesetih letih 20. stoletja. Danes obstaja več društev in javnih ustanov, ki hranijo obširne zbirke razglednic. Eno takih zbirk hrani Muzej novejše zgodovine Slovenije, ki obsega 1500 razglednic iz obdobja 1. svetovne vojne. Stare razglednice so pomembne za raziskovanje preteklosti in življenja naših prednikov, zato so dragocen del slovenske naravne in kulturne dediščine. 
V poznem 19. in zgodnjem 20. stoletju so imele razglednice pomembno funkcijo v promociji narodnostno-političnih in kulturnih prizadevanj koroških Slovencev, saj najdemo na slikovnih straneh upodobitve kulturnih društev ali gledaliških skupin, domačih krajev s slovenskimi napisi, redkeje so napisi dvojezični. Druge razglednice na južnem Koroškem tega časa imajo tudi izrazito politično sporočilnost. Zgodovinske razglednice iz Egipta so tudi ključni vir raziskovanja ziljskih Aleksandrink.

Prve razglednice  na slovenskem so imele podobe tujih mest, kmalu pa so se začele pojavljati razglednice, ki so prikazovale slovenske kraje, napise pregovorov in rečenic. 
V 20. stoletju je razvoj fotografije in množične proizvodnje pripomogel k vedno hitrejši proizvodnji raznih razglednic, ki so se začele prodajati kot turistični spominki. Razglednice so imele različne slike mest, umetnin, pokrajin. Proti koncu 20. stoletja je bilo dnevno poslanih več kot 4 milijone razglednic.

## Prvotni nasprotniki razglednic
Trend razglednic se je hitro razširil, kar je povzročilo določene težave. Problematične so bile  predvsem razglednice, ki so na fotografijah prikazovale slike ali kipe golih oz. pomanjkljivo oblečenih žensk. Ljudje so pošiljali razglednice v druge države in kontinente, kjer je bila razglednica lahko zavržena zaradi neprimernega slikovne strani. Nekatere države so celo prepovedale prodajo razglednic z določenimi simboli ali slikami. 